# San Giorgio a Liri
San Giorgio a Liri ist eine Gemeinde in der Provinz Frosinone in der italienischen Region Lazio mit 2959 Einwohnern (Stand 31. Dezember 2023). Sie liegt 133 km südöstlich von Rom, 52 km südöstlich von Frosinone und 92 km nördlich von Neapel und ist rund 25 Kilometer von der Küste entfernt.

## Geographie
San Giorgio a Liri liegt im Lirital südlich von Cassino.
Die Ortsteile sind Cese, Iumari und Torricelli.
Die Nachbarorte sind Castelnuovo Parano, Esperia, Pignataro Interamna, Sant’Apollinare und Vallemaio.

## Geschichte
San Giorgio a Liri ist eine Gründung der Abtei Montecassino aus dem späten 10. Jahrhundert, in der eine kleine Gemeinschaft von Mönchen lebte. Bis 1806 gehörte der Ort zur Terra di San Benedetto, was die Benennung nach einem Heiligen unterstreicht. Direkt ins Königreich Neapel eingegliedert wurde San Giorgio 1861 Bestandteil des italienischen Nationalstaates und erhielt kurz darauf die gültige Zusatzbezeichnung nach dem Flusse Liri, um es von anderen gleichlautenden Orten in Italien zu unterscheiden. Im Zweiten Weltkrieg wurde der Ort fast völlig von britischen und amerikanischen Bombern zerstört, weil er in der Hauptzone der Gustav-Linie, einer Verteidigungslinie der deutschen Wehrmacht gegen die Alliierten, lag. Im Gegensatz zu anderen Siedlungen in der Umgebung verzeichnete er danach keinen Bevölkerungsrückgang, sondern erholte sich allmählich wieder, da die Nähe zur Stadt Cassino wegen der dortigen Ansiedlung von Industriebetrieben Arbeitsmöglichkeiten bietet. Das Erscheinungsbild von San Giorgio ist heute ein fast völlig modernes.

## Sehenswürdigkeiten
- Die Pfarrkirche San Giorgio Maggiore im Zentrum am Corso Achille Spatuzzi ist ein klassizistischer Bau aus dem frühen 19. Jahrhundert. Die Fassade neben dem links stehenden Glockenturm ist in einem nachbarocken Stil gehalten und verzichtet auf besondere Schmuckelemente. Der einschiffige Innenraum beeindruckt durch seine farbige Gestaltung, welche die architektonischen Elemente innerhalb des verhältnismäßig schlichten Gesamtaussehens voneinander absetzt. Eine Besonderheit stellt der Apsisbereich mit seiner Fünfachtelform dar. Einziger Schmuck ist hier ein gelängter Kruzifixus.
- Direkt an die Kirche schließt zur Hauptstraße hin der Palazzo Morra an, der eine zweiflügelige Struktur besitzt und nur zwei Geschosse aufweist, die einfache Fensterformen zeigen. Zur Straße hin stören moderne Geschäfte den Eindruck, den zur Kirche hin nicht original belegbare Guelfenzinnen auflockern.

## Brauchtum
Jedes Jahr am 16. August findet ein großes Fest zugunsten des Schutzpatrons San Rocco statt.

## Bevölkerungsentwicklung
| Jahr      | 1861 | 1881 | 1901 | 1921 | 1936 | 1951 | 1971 | 1991 | 2001 | 2017 |
| --------- | ---- | ---- | ---- | ---- | ---- | ---- | ---- | ---- | ---- | ---- |
| Einwohner | 1296 | 1395 | 1918 | 2394 | 2704 | 2780 | 2471 | 3092 | 3067 | 3121 |

Quelle: ISTAT

## Politik
Modesto Mario della Rosa (Lista Civica: Cambia S. Giorgio) wurde 2009 zum Bürgermeister gewählt und übt dieses Amt auch nach den Wahlen vom 25. Mai 2014 aus.